# Марян Гьорчев
Марян Гьорчев (на македонска литературна норма: Марјан Ѓорчев) е политик от Северна Македония.

## Биография
Роден е през 1956 година в град Кавадарци. Членува в Земеделската народна партия на Македония. Завършва икономика. Известно време е кмет на Кисела вода. Между декември 1999 и 1 ноември 2002 е министър на земеделието на Република Македония.
От май 2016 г. е акредитиран за извънреден и пълномощен посланик на Република Македония в Република България.